# 3. Liga 2017/2018
3. Liga 2017/18 var den tionde säsongen i Tysklands tredje högsta division. Som säsongens slutsegrare stod 1. FC Magdeburg. 

## Lag
Totalt 20 lag spelade i 3. Liga säsongen 2017/2018.

### Städer och arenor
| Klubb                   | Ort          | Förbundsland           | Arena                       | Kapacitet |
| ----------------------- | ------------ | ---------------------- | --------------------------- | --------- |
| Werder Bremen II        | Bremen       | Bremen                 | Weserstadion Platz 11       | 5.500     |
| Chemnitzer FC           | Chemnitz     | Sachsen                | Stadion an der Gellerstraße | 15.000    |
| FC Rot-Weiß Erfurt      | Erfurt       | Thüringen              | Steigerwaldstadion          | 18.599    |
| FC Hansa Rostock        | Rostock      | Mecklenburg-Vorpommern | Ostseestadion               | 29.000    |
| 1. FC Magdeburg         | Magdeburg    | Sachsen-Anhalt         | MDCC-Arena                  | 27.250    |
| SC Padeborn 07          | Paderborn    | Nordrhein-Westfalen    | Benteler-Arena              | 15.000    |
| Karlsruher SC           | Karlsruhe    | Badem-Württemberg      | Wildparkstadion             | 15.330    |
| VfL Osnabrück           | Osnabrück    | Niedersachsen          | Bremer Brücke               | 16.100    |
| SV Wehen Wiesbaden      | Taunusstein  | Hessen                 | Brita-Arena                 | 12.566    |
| Hallescher FC           | Halle        | Sachsen-Anhalt         | Erdgas Sportpark            | 15.057    |
| SpVgg Unterhaching      | Unterhaching | Bayern                 | Sportpark Unterhaching      | 15.053    |
| Preußen Münster         | Münster      | Nordrhein-Westfalen    | Preußenstadion              | 15.050    |
| VfR Aalen               | Aalen        | Badem-Württemberg      | Ostalb-Arena                | 14.500    |
| SV Meppen               | Meppen       | Niedersachsen          | Hänsch-Arena                | 13.815    |
| Würzburger Kickers      | Würzburg     | Bayern                 | Flyeralarm Arena            | 13.090    |
| FC Carl Zeiss Jena      | Jena         | Thüringen              | Ernst-Abbe-Sportfeld        | 12.990    |
| SC Fortuna Köln         | Köln         | Nordrhein-Westfalen    | Südstadion                  | 11.748    |
| FSV Zwickau             | Zwickau      | Sachsen                | GGZ-Arena                   | 10.134    |
| Sportfreunde Lotte      | Lotte        | Nordrhein-Westfalen    | Stadion am Lotter Kreuz     | 10.059    |
| SG Sonnenhof Großaspach | Aspach       | Badem-Württemberg      | Mechatronik Arena           | 10.001    |

## Tabeller

### Poängtabell
| Nr | Lag                    | S  | V  | O  | F  | GM | IM | MS  | P  |
| -- | ---------------------- | -- | -- | -- | -- | -- | -- | --- | -- |
| 1  | Magdeburg (U)          | 38 | 27 | 4  | 7  | 70 | 32 | +38 | 85 |
| 2  | Paderborn 07           | 38 | 25 | 8  | 5  | 90 | 33 | +57 | 83 |
| 3  | Karlsruher (N)         | 38 | 19 | 12 | 7  | 49 | 29 | +20 | 69 |
| 4  | Wehen Wiesbaden        | 38 | 21 | 5  | 12 | 76 | 39 | +37 | 68 |
| 5  | Würzburger Kickers (N) | 38 | 17 | 10 | 11 | 53 | 46 | +7  | 61 |
| 6  | Hansa Rostock          | 38 | 16 | 12 | 10 | 48 | 34 | +14 | 60 |
| 7  | Meppen (U)             | 38 | 15 | 13 | 10 | 50 | 47 | +3  | 58 |
| 8  | Fortuna Köln           | 38 | 15 | 9  | 14 | 53 | 48 | +5  | 54 |
| 9  | Unterhaching (U)       | 38 | 16 | 6  | 16 | 54 | 55 | −1  | 54 |
| 10 | Preußen Münster        | 38 | 14 | 10 | 14 | 50 | 49 | +1  | 52 |
| 11 | Carl Zeiss Jena (U)    | 38 | 14 | 10 | 14 | 49 | 59 | −10 | 52 |
| 12 | Aalen                  | 38 | 13 | 11 | 14 | 48 | 57 | −9  | 50 |
| 13 | Hallescher             | 38 | 13 | 10 | 15 | 52 | 54 | −2  | 49 |
| 14 | Sonnenhof Großaspach   | 38 | 12 | 11 | 15 | 55 | 60 | −5  | 47 |
| 15 | Zwickau                | 38 | 10 | 11 | 17 | 38 | 55 | −17 | 41 |
| 16 | Sportfreunde Lotte     | 38 | 11 | 7  | 20 | 43 | 60 | −17 | 40 |
| 17 | Osnabrück              | 38 | 8  | 13 | 17 | 47 | 67 | −20 | 37 |
| 18 | Werder Bremen II       | 38 | 6  | 13 | 19 | 39 | 62 | −23 | 31 |
| 19 | Chemnitzer             | 38 | 8  | 7  | 23 | 48 | 74 | −26 | 22 |
| 20 | Rot-Weiß Erfurt        | 38 | 5  | 8  | 25 | 26 | 78 | −52 | 13 |

## Kval
| Hemmalag          | Resultat  | Bortalag          |
| ----------------- | --------- | ----------------- |
| Karlsruher SC     | 0-0 (0-0) | FC Erzgebirge Aue |
| FC Erzgebirge Aue | 3-1 (1-1) | Karlsruher SC     |

| Karlsruher SC                                   | 1-3 | FC Erzgebirge Aue |
| Karlsruher SC kvar i 3. Liga säsongen 2019/2020 |     |                   |

## Skytteligan
| Pl. | Spelare            | Lag                | Mål |
| --- | ------------------ | ------------------ | --- |
| 1   | Manuel Schäffler   | SV Wehen Wiesbaden | 22  |
| 2   | Benjamin Girth     | SV Meppen          | 19  |
| 2   | Stephan Hain       | SpVgg Unterhaching | 19  |
| 2   | Sven Michel        | SC Paderborn 07    | 19  |
| 5   | Fabian Schleusener | Karlsruher SC      | 17  |
| 5   | Philip Türpitz     | 1. Magdeburg       | 17  |
| 7   | Stephan Andrist    | SV Wehen Wiesbaden | 15  |
| 7   | Adriano Grimaldi   | Preußen Münster    | 15  |
| 7   | Daniel Keita-Ruel  | Fortuna Köln       | 15  |
| 10  | Christian Beck     | 1. Magdeburg       | 13  |
| 10  | Daniel Frahn       | Chemnitzer FC      | 13  |
| 10  | Matthias Morys     | VfR Aalen          | 13  |